# Sommerliebe (1942)
Sommerliebe ist ein Liebesfilm von Filmregisseur Erich Engel aus dem Jahr 1942. Die Literaturverfilmung basiert auf der Novelle Die Serényi (1891) des Schriftstellers Otto Erich Hartleben. In der Hauptrolle verkörpert O. W. Fischer den jungen Gutsherren Franz von Haflinger.

## Handlung
Der Handlung des Films spielt im Jahre 1909. Der junge Gutsbesitzer Franz von Haflinger verbringt seinen Urlaub an der Adria. Er begegnet dort der Schauspielerin Renate, in die er sich verliebt. Als Renate ihren Urlaub unangekündigt und für ihn völlig unerwartet abbricht und abreist, beginnt er verzweifelt nach ihr zu suchen.
Die Geschichte erfährt eine Wendung, als er sie in einem Kurort, der in der Nähe seines Gutsbesitzes liegt, unverhofft wiedertrifft. Er versucht nun alles, sie nicht noch einmal zu verlieren, gelangt jedoch zu der Erkenntnis, dass Renate ausschließlich im Blick hat, ihre Schauspielkarriere weiter voranzutreiben. An einer Liebesbeziehung hat sie deshalb wenig Interesse.

## Produktionsnotizen
Der Film kam erstmals 1942 in die deutschen und österreichischen Kinos. Erstmals gezeigt wurde er am 26. November 1942 in Wien, in Berlin kam er erst am 8. Februar 1943 im Capitol am Zoo und im Capitol Karlshorst ins Kino. Weitere Erscheinungstermine waren der 16. Mai 1943 in Finnland und der 27. September 1943 in Dänemark. In den USA kam er erst 1950 in die Kinos. Im deutschen Fernsehen wurde er erstmals am 9. März 1975 im ZDF ausgestrahlt, in der DDR erfolgte die Erstausstrahlung im Deutschen Fernsehfunk erst etwa acht Jahre später, am 20. Juni 1983.
Filmproduzent war Karl Hartl, die Herstellung leitete Fritz Podehl. Otto Niedermoser entwarf die Filmbauten. Für den seit 1937 aufgrund seiner Eheschließung mit einer Jüdin von der reichsdeutschen Filmwirtschaft weitgehend ausgeschlossenen Walter Supper war dies der letzte Film. Im März 1943 verübten Supper und seine Frau Selbstmord.

## Sonstiges
Das NS-Regime überprüfte den Film am 25. November 1942 im Rahmen der damals üblichen Filmzensur auf eventuell dem Regime abträgliche Inhalte. Es wurden dabei jedoch keine Beanstandungen festgestellt.

## Kritik
„Altmodisches Liebesdrama.“